# Mogrus leucochelis
Mogrus leucochelis là một loài nhện trong họ Salticidae.
Loài này thuộc chi Mogrus. Mogrus leucochelis được Pavesi miêu tả năm 1897.